# Unterseeboot 1106
L'Unterseeboot 1106 ou U-1106 est un sous-marin allemand (U-Boot) de type VIIC/41 utilisé par la Kriegsmarine pendant la Seconde Guerre mondiale.
Le sous-marin fut commandé le 14 octobre 1941 à Emden (Nordseewerke), sa quille fut posée le 28 juillet 1943, il fut lancé le 26 mai 1944 et mis en service le 5 juillet 1944, sous le commandement de l'Oberleutnant zur See Erwin Bartke.
L'U-1106 n'endommagea ou ne coula aucun navire au cours de l'unique patrouille (14 jours en mer) qu'il effectua.
Il fut coulé par l'Aviation britannique dans l'Atlantique Nord, en mars 1945.

## Conception
Unterseeboot type VII, l'U-1106 avait un déplacement de 759 tonnes en surface et 860 tonnes en plongée. Il avait une longueur hors-tout de 67,20 m, un maître-bau de 6,20 m, une hauteur de 9,60 m et un tirant d'eau de 4,74 m. Le sous-marin était propulsé par deux hélices de 1,23 m, deux moteurs diesel Germaniawerft F46 de 6 cylindres en ligne de 1 400 cv à 470 tr/min, produisant un total de 2 060 à 2 350 kW en surface et de deux moteurs électriques Siemens-Schuckert GU 343/38-8 de 375 cv à 295 tr/min, produisant un total 550 kW, en plongée. Le sous-marin avait une vitesse en surface de 17,7 nœuds (32,8 km/h) et une vitesse de 7,6 nœuds (14,1 km/h) en plongée. Immergé, il avait un rayon d'action de 80 milles marins (150 km) à 4 nœuds (7,4 km/h; 4,6 milles par heure) et pouvait atteindre une profondeur de 230 m. En surface son rayon d'action était de 8 500 milles nautiques (soit 15 700 km) à 10 nœuds (19 km/h).
L'U-1106 était équipé de cinq tubes lance-torpilles de 53,3 cm (quatre montés à l'avant et un à l'arrière) et embarquait quatorze torpilles. Il était équipé d'un canon de 8,8 cm SK C/35 (220 coups), d'un canon antiaérien de 20 mm Flak et d'un canon 37 mm Flak M/42 qui tire à 15 350 mètres avec une cadence théorique de 50 coups par minute. Il pouvait transporter 26 mines TMA ou 39 mines TMB. Son équipage comprenait 4 officiers et 40 à 56 sous-mariniers.

## Historique
L'U-1106 a été l'un d'une dizaine de sous-marins allemands construit avec un revêtement de caoutchouc de 4 mm d'épaisseur. La technologie des tuiles anéchoïques a été développée par l'Allemagne durant la Seconde Guerre mondiale, sous le nom de code Alberich d'après un sorcier invisible de la mythologie allemande. Elles atténuaient les sons dans la plage de fréquences de 10 à 18 kHz à 15 % de leur puissance initiale. Cette plage de fréquences correspondait à celles des premiers sonars ASDIC utilisés par les Alliés. Grâce à ce revêtement, la portée opérationnelle des ASDIC était réduite de 2 000 mètres à 300 mètres.
Ce revêtement a été équipé sur les sous-marins suivant : Type IIB — U-11; Type VIIC — U-480, U-485 et U-486; Type VIIC/41 — U-1105, U-1106, U-1107, U-1304, U-1306 et U-1308; Type XXIII — U-4704 (en), U-4708 et U-4709 (en).
Il reçut sa formation de base au sein de la 8. Unterseebootsflottille jusqu'au 15 février 1945, puis il intégra sa formation de combat dans la 33. Unterseebootsflottille.
Sa première patrouille est précédée par un court passage de Kiel à Horten. Elle commence réellement le 21 avril 1945 au départ de Horten pour les eaux britanniques. Après seulement neuf jours en mer le 29 mars 1945, l'U-1106 se trouve en mer de Norvège au nord des îles Shetlands lorsqu'il est attaqué et coulé à la position 61° 46′ N, 2° 16′ O, par des charges de profondeur d'un Liberator britannique du No. 224 Squadron RAF (en), alors qu'il était en route vers sa zone opérationnelle.
Les 46 membres d'équipage décèdent dans cette attaque.

## Affectations
- 8. Unterseebootsflottille du 5 juillet 1944 au 15 février 1945 (Période de formation).
- 33. Unterseebootsflottille du 16 février 1945 au 29 mars 1945 (Unité combattante).

## Commandement
- Oberleutnant zur See Erwin Bartke du 5 juillet 1944 au 29 mars 1945.

## Patrouilles
|       | Commandant         | Départ       | Départ | Arrivée      | Arrivée | Jours    | Succès |
| ----- | ------------------ | ------------ | ------ | ------------ | ------- | -------- | ------ |
|       | Oblt. Erwin Bartke | 14 mars 1945 | Kiel   | 18 mars 1945 | Horten  | 5 jours  |        |
| 1     | Oblt. Erwin Bartke | 21 mars 1945 | Horten | 29 mars 1945 | Coulé   | 9 jours  |        |
| Total | Total              | Total        | Total  | Total        | Total   | 14 jours | 0 t    |

Note : Oblt. = Oberleutnant zur See